# Karl Khade von Kolbenau
Karl Khade von Kolbenau (1823 Čejkovice – 1905 Olomouc) byl rakousko-uherský státní úředník. Jako absolvent práv působil přes čtyřicet let ve státní správě v Horních Uhrách a na Moravě, svou kariéru zakončil jako dlouholetý okresní hejtman v Olomouci (1874–1889). Při odchodu do penze byl povýšen do šlechtického stavu. 

## Životopis
Pocházel z jižní Moravy a vystudoval právnickou fakultu Vídeňské univerzity. Do státních služeb vstoupil v roce 1846 jako konceptní praktikant u finanční správy ve Vídni. Od roku 1849 působil řadu let v Horních Uhrách, kde byl nejprve okresním finančním sekretářem v Dolném Kubíně a poté okresním komisařem v Púchově. V letech 1853–1854 byl komisařem krajského komitátního úřadu v Trenčíně a poté v Rimavské Sobotě (1854–1860). V letech 1860–1861 byl dočasně mimo aktivní službu ve stavu disponibility. 
Od roku 1861 až do odchodu na penzi působil na Moravě. V letech 1861–1864 sloužil u okresní politické správy v Hodoníně a Prostějově, v roce 1864 byl přeložen do Olomouce, kde v roce 1865 získal postavení okresního adjunkta a v roce 1871 krátce provizorně vedl okresní hejtmanství. V letech 1871–1874 byl okresním hejtmanem ve Vyškově, kde vystupoval proněmecky, aktivní byl například v potlačování aktivit Sokola. Nakonec v letech 1874–1889 zastával funkci okresního hejtmana v Olomouci a v roce 1880 obdržel titul místodržitelského rady. Z titulu funkce okresního hejtmana byl také vládním komisařem u obchodní a živnostenské komory v Olomouci.
Při příležitosti odchodu do penze byl v roce 1889 povýšen do šlechtického stavu s predikátem von Kolbenau. Během svého působení na Moravě získal čestné občanství ve Vyškově a Pozořicích.